# Far Eastern Economic Review

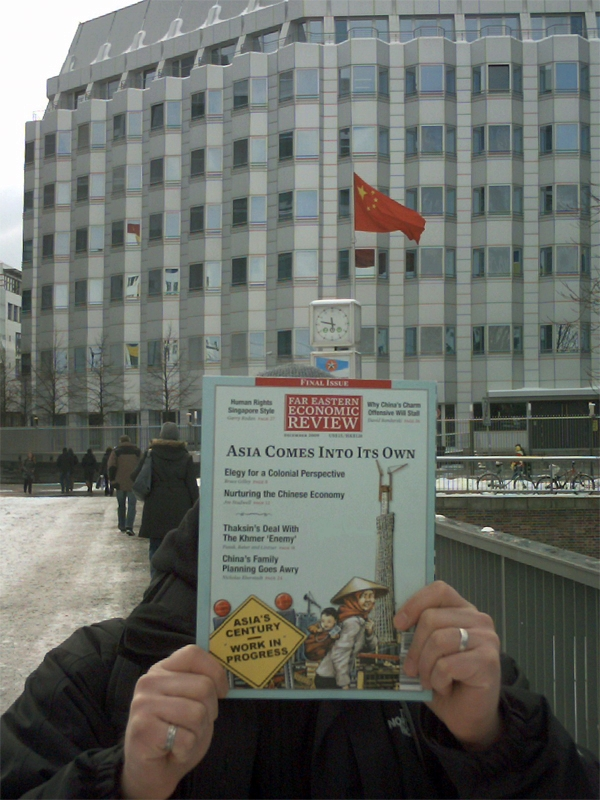
Ehemaliger Abonnent mit der letzten Ausgabe der FEER (Dezember 2009) vor der Botschaft Chinas in Berlin

Far Eastern Economic Review (abgekürzt FEER) war eine englischsprachige, ursprünglich wöchentliche, zuletzt noch monatliche Zeitschrift für Wirtschaft und Politik, welche in Hongkong herausgegeben wurde. Nach 63 Jahren erschien am 4. Dezember 2009 die letzte Ausgabe.

## Geschichte
Das Magazin wurde seit 1946 von dem ursprünglich nach Shanghai, dann während des Chinesischen Bürgerkrieges nach Hongkong geflohenen Wiener Juden Eric Halpern mit Kapital der Jardine Matheson Holdings und der Hongkong Bank gegründet, 1973 wurde die South China Morning Post Haupteigentümer. Dow Jones, seit 1973 Miteigentümer, übernahm 1986 zusammen mit Rupert Murdochs News Corp die Mehrheit, bis schließlich News Corp 2007 Dow Jones und somit die alleinige Kontrolle übernahm.
Nach Halperns Rückzug 1958 dehnte Dick Wilson als neuer Herausgeber und Chefredakteur das Berichts- und Verbreitungsgebiet über Hongkong und China hinaus bis nach Japan, die Philippinen, Indien und Australien aus. Auf Wilson folgte 1964 bis 1989 der Waliser Derek Davies. Davies war zuvor britischer Geheimagent in Vietnam gewesen und machte die FEER als Journalist vor allem durch seine Travellers’ Tales Kolumnen bekannt. Er erhöhte die Auflage auf weltweit etwa 90.000.
Davies’ Nachfolger Philipp Bowring wurde 1992 von Dow Jones zum Rücktritt gezwungen, die Redaktion der FEER dann 2001 aus Kostengründen mit jener des Asian Wall Street Journal zusammengelegt. Auf Bowring folgte Gordon Crovitz, auf Crovitz 2004 Hugo Restall. Seit 2004 erschien die FEER nur noch monatlich (jeweils zum ersten Freitag eines Monats), zuletzt (2009) nur noch zehnmal im Jahr (Doppelausgaben Januar/Februar und Juli/August).

## Zensur
Immer wieder wurden Ausgaben der Far Eastern Economic Review in einigen ost- und südostasiatischen Staaten verboten bzw. die Arbeit ihrer in 15 Staaten arbeitenden Korrespondenten behindert, so z. B. von verschiedenen thailändischen und pakistanischen Militärregierungen, chinesischen Kulturrevolutionären, dem indonesischen Suharto-Regime, Bangladesch, Malaysia und vor allem von Singapur. In Bangladesch wurde die FEER als „pro-islamistisch“, in Singapur als „pro-kommunistisch“ diffamiert. In Singapur erreichte die Familie des langjährigen Premiers Lee Kuan Yew nach einem Rechtsstreit (2006–2008) ein generelles Vertriebsverbot. Tatsächlich stand die FEER eher Malaysias langjährigem Premier Mahathir bin Mohamad, chinesischen Reformkommunisten, John K. Fairbank, Michael Kadoorie (dessen Vorfahren einst Halpern mitfinanziert hatten), Benigno Aquino junior und liberalen Oppositionellen nahe.

## Verbreitungsgebiet
In den 1990er Jahren erstreckte sich das Berichtsgebiet über folgende Länder (Einteilung der Regionen nach FEER All Asia Guide 1991):
| Südasien        | Südostasien     | Nordostasien                                       |
| --------------- | --------------- | -------------------------------------------------- |
| Bangladesh      | Brunei          | China                                              |
| Bhutan          | Indonesien      | Hongkong                                           |
| Burma (Myanmar) | Kambodscha      | Macau                                              |
| Indien          | Laos            | Japan                                              |
| Malediven       | Malaysia        | Korea (Nord und Süd)                               |
| Nepal           | Papua-Neuguinea | Mongolei                                           |
| Pakistan        | Philippinen     | Sibirien, Zentralasien und Russischer Ferner Osten |
| Sri Lanka       | Singapur        | Taiwan                                             |
|                 | Thailand        |                                                    |
|                 | Vietnam         |                                                    |

Gelegentlich erschienen auch Berichte über Afghanistan und die mittelasiatischen Ex-Sowjetrepubliken sowie über Australien und Neuseeland. Vertrieben wurde die FEER darüber hinaus auch in Bahrain, Belgien, Dänemark, Deutschland, Frankreich, Großbritannien, Italien, Kanada, Kuwait, Niederlande, Saudi-Arabien, Schweden und den USA (in Deutschland kostete sie zur Jahrtausendwende 9 DM, in Österreich 75 Schilling).